# Munkstenskvätta
Munkstenskvätta (Oenanthe monacha) är en tätting som tillhör släktet stenskvättor. Släktet räknades tidigare till familjen trastar, men är numera placerad inom familjen flugsnappare (Muscicapidae). Arten förekommer i ökenlandskap från Sudan till Pakistan, med endast två fynd i Europa, båda i Grekland. Beståndet anses vara livskraftigt.

## Kännetecken

### Utseende
Munkstenskvättan är en relativt stor svartvit stenskvätta med en kroppslängd på 15,5–17 centimeter. Den är storhövdad och har lång näbb, stjärt och vingar men korta ben.
Hanen har svart på ryggen, strupen, övre delen av bröstet och övre delen av kroppsidorna. Undersidan är vit, liksom hjässan som övergår avsmalnande i nacken mot den svarta ryggan. Likt vitkronad stenskvätta (men olikt andra arter i släktet) har den i princip helvit stjärt med bara lite svart i hörnen.

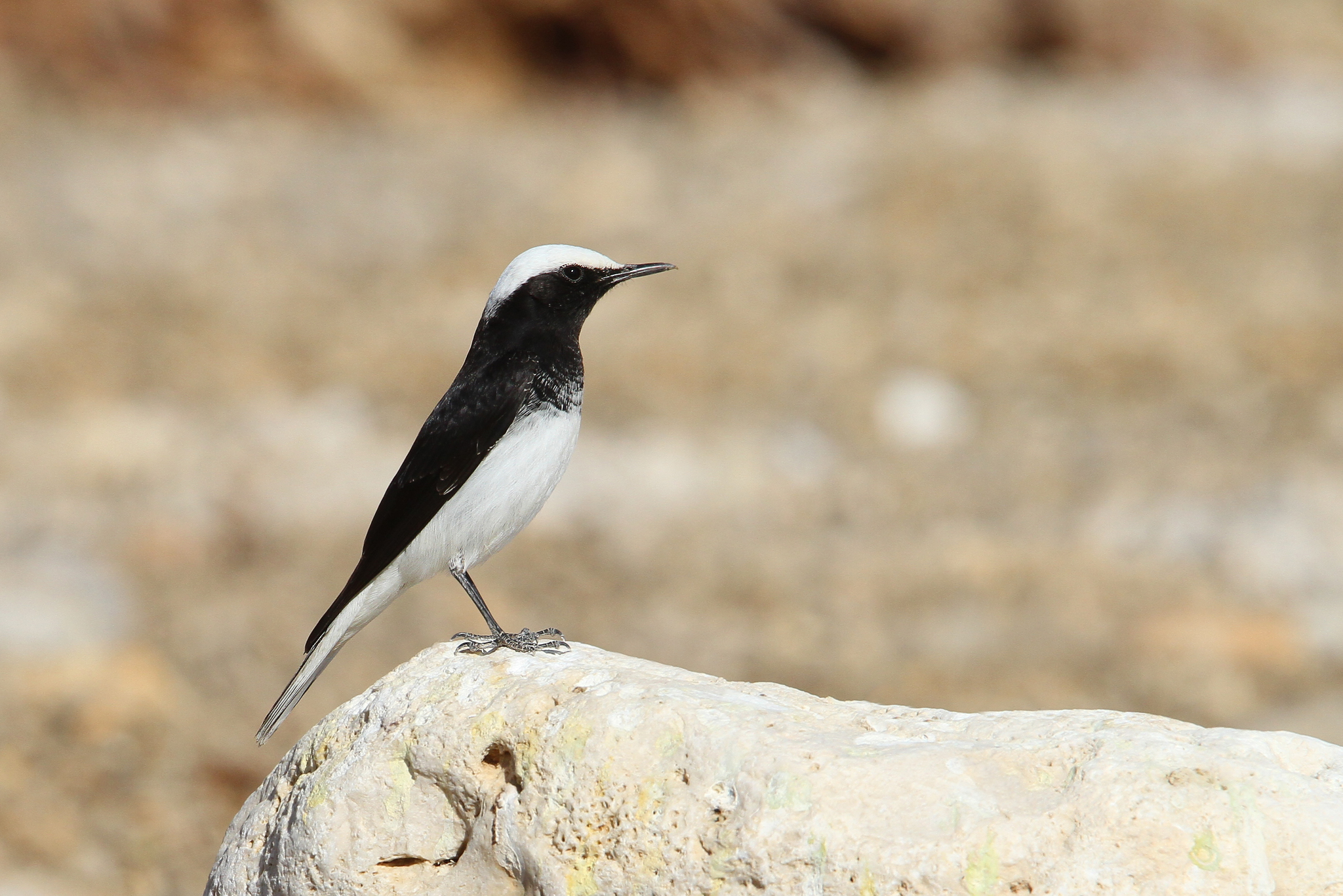

Honan har samma stjärtteckning som hanen men ljust rostbrunt istället för vitt. I övrigt är den blekt gråbrun, ljusare under och med rostfärgad övergump.

### Läten
Munkstenskvättans läten är dåligt kända men inkluderar ett visslande vit, smackande tschack och rullande prry. Sången är lång, pratig och knastrig, och kan innehålla härmningar av andra fågelarter.

## Utbredning och systematik
Munkstenskvättan förekommer i steniga ökenraviner från nordöstra Sudan och Egypten till södra Pakistan. Vintertid verkar vissa individer röra sig mot Persiska viken där den påträffats i Qatar. Den är en mycket sällsynt gäst på den europeiska kontinenten med bara två fynd, båda i Grekland: 30 mars 2014 i Famagusta och 17 april 2021 på Lesbos. På Cypern finns dock ett knappt 20-tal fynd. Fynd har även gjorts i Turkiet och Libanon.
Arten behandlas som monotypisk, det vill säga att den inte delas in i några underarter.

### Familjetillhörighet
Stenskvättorna ansågs fram tills nyligen liksom bland andra buskskvättor, stentrastar, rödstjärtar vara små trastar. DNA-studier visar dock att de är marklevande flugsnappare (Muscicapidae) och förs därför numera till den familjen.

### Släktskap
Genetiska studier visar att munkstenskvättan är närmast släkt med ökenstenskvättan (O. monacha). Tillsammans utgör de en systergrupp till de nära besläktade arterna östlig och västlig medelhavsstenskvätta, nunnestenskvätta och cypernstenskvätta.

## Levnadssätt
Munkstenskvättan häckar i bergsöken från havsnivå till 1 400 meters höjd, gärna i branta raviner men också i torra flodbäddar med sten och buskar. Ofta finns den i områden som är för öde och för varma för andra stenskvättearter.

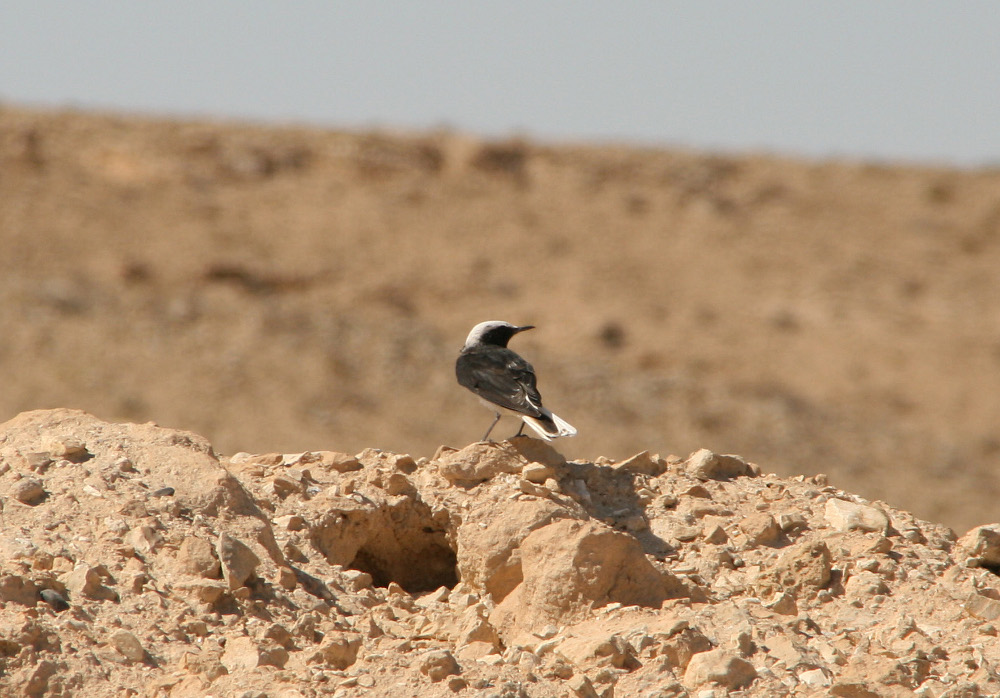
Munkstenskvätta fotograferad i Negevöknen i Israel.

Arten lever av insekter som den gärna fångar flygande i luften efter långa karakteristiska jakter. Den besöker gärna vattentråg dit beduiner tar sitt boskap för att födosöka fästingar på kameler och andra djur. Den har även setts sitta på vilda stenbockar. Det grunda skålformade boet placeras i en klippskreva. Honan lägger tre till fem blekblå finfläckade ägg som ruvas i 14–15 dagar.

## Status och hot
Arten har ett stort utbredningsområde och en stor population med stabil utveckling. Utifrån dessa kriterier kategoriserar IUCN arten som livskraftig (LC). Världspopulationen har inte uppskattats, men den beskrivs som relativt vanlig i Egypten, fåtalig i sydöstra Israel (endast 100–200 par) och likaså fåtalig på arabiska halvön.